# Liste der olympischen Medaillengewinner aus Belgien

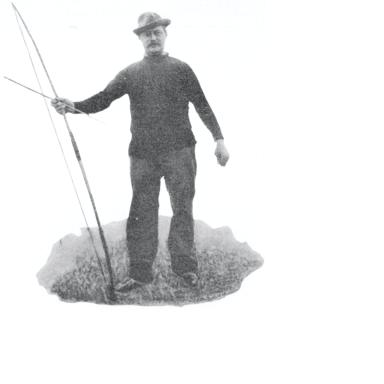
Der Bogenschütze Hubert Van Innis ist der erfolgreichste Olympiateilnehmer Belgiens.

Belgien hat 1900 zum ersten Mal bei den Olympischen Spielen teilgenommen. 1920 wurden die 6. Olympischen Spiele in Antwerpen in Belgien ausgetragen.
Erster belgischer Olympiasieger war 1900 der Bogenschütze Hubert Van Innis, der mit sechs Goldmedaillen und drei Silbermedaillen auch der erfolgreichste Olympiateilnehmer Belgiens ist. Die sieben Bogenschützen, die zusammen mit Hubert Van Innis 1920 die belgische Mannschaft im Schießen auf bewegliche Vogelziele bildeten, haben jeweils zwei Goldmedaillen und eine Bronzemedaille gewonnen. Zwischen Van Innis und seinen Mannschaftskameraden hat sich in der Liste der erfolgreichsten belgischen Sportler der Fechter Paul Anspach mit je zwei Gold- und Silbermedaillen und einer Bronzemedaille platziert.
Die belgische Olympiamannschaft hat bei den Olympischen Spielen 1920 in Antwerpen am besten abgeschnitten, an zweiter und dritter Stelle liegen die beiden Veranstaltungen in Paris. Die beiden Goldmedaillen bei Winterspielen gewannen das Eiskunstlaufpaar Micheline Lannoy und Pierre Baugniet 1948 in Sankt Moritz und der Eisschnellläufer Bart Swings 2022 in Peking.

## Medaillenbilanz
Bislang konnten die Sportler aus Belgien 174 olympische Medaillen erringen (48 × Gold, 58 × Silber und 68 × Bronze). In dieser Statistik nicht enthalten sind Medaillen in den Kunstwettbewerben.
| Belgien bei den Olympischen Sommerspielen                                           | Belgien bei den Olympischen Sommerspielen | Belgien bei den Olympischen Sommerspielen | Belgien bei den Olympischen Sommerspielen | Belgien bei den Olympischen Sommerspielen | Belgien bei den Olympischen Sommerspielen |      | Belgien bei den Olympischen Winterspielen | Belgien bei den Olympischen Winterspielen | Belgien bei den Olympischen Winterspielen | Belgien bei den Olympischen Winterspielen | Belgien bei den Olympischen Winterspielen | Belgien bei den Olympischen Winterspielen |
| Jahr                                                                                | Gold                                      | Silber                                    | Bronze                                    | Gesamt                                    | Rang                                      | Jahr | Gold                                      | Silber                                    | Bronze                                    | Gesamt                                    | Rang                                      |                                           |
| 1900                                                                                | 5                                         | 6                                         | 5                                         | 16                                        | 6                                         |      |                                           |                                           |                                           |                                           |                                           |                                           |
| 1908                                                                                | 1                                         | 5                                         | 2                                         | 8                                         | 10                                        |      |                                           |                                           |                                           |                                           |                                           |                                           |
| 1912                                                                                | 2                                         | 1                                         | 3                                         | 6                                         | 13                                        |      |                                           |                                           |                                           |                                           |                                           |                                           |
| 1920                                                                                | 14                                        | 11                                        | 11                                        | 36                                        | 5                                         |      |                                           |                                           |                                           |                                           |                                           |                                           |
| 1924                                                                                | 3                                         | 7                                         | 3                                         | 13                                        | 10                                        |      | 1924                                      | 0                                         | 0                                         | 1                                         | 1                                         | 10                                        |
| 1928                                                                                | 0                                         | 1                                         | 2                                         | 3                                         | 30                                        |      | 1928                                      | 0                                         | 0                                         | 1                                         | 1                                         | 8                                         |
| 1932                                                                                | 0                                         | 0                                         | 0                                         | 0                                         |                                           |      | 1932                                      | 0                                         | 0                                         | 0                                         | 0                                         |                                           |
| 1936                                                                                | 0                                         | 0                                         | 2                                         | 2                                         | 29                                        |      | 1936                                      | 0                                         | 0                                         | 0                                         | 0                                         |                                           |
| 1948                                                                                | 2                                         | 2                                         | 3                                         | 7                                         | 15                                        |      | 1948                                      | 1                                         | 1                                         | 0                                         | 2                                         | 9                                         |
| 1952                                                                                | 2                                         | 2                                         | 0                                         | 4                                         | 14                                        |      | 1952                                      | 0                                         | 0                                         | 0                                         | 0                                         |                                           |
| 1956                                                                                | 0                                         | 2                                         | 0                                         | 2                                         | 28                                        |      | 1956                                      | 0                                         | 0                                         | 0                                         | 0                                         |                                           |
| 1960                                                                                | 0                                         | 2                                         | 2                                         | 4                                         | 26                                        |      | 1960                                      | –                                         | –                                         | –                                         | –                                         | –                                         |
| 1964                                                                                | 2                                         | 0                                         | 1                                         | 3                                         | 20                                        |      | 1964                                      | 0                                         | 0                                         | 0                                         | 0                                         |                                           |
| 1968                                                                                | 0                                         | 1                                         | 1                                         | 2                                         | 36                                        |      | 1968                                      | –                                         | –                                         | –                                         | –                                         | –                                         |
| 1972                                                                                | 0                                         | 2                                         | 0                                         | 2                                         | 29                                        |      | 1972                                      | 0                                         | 0                                         | 0                                         | 0                                         |                                           |
| 1976                                                                                | 0                                         | 3                                         | 3                                         | 6                                         | 28                                        |      | 1976                                      | 0                                         | 0                                         | 0                                         | 0                                         |                                           |
| 1980                                                                                | 1                                         | 0                                         | 0                                         | 1                                         | 23                                        |      | 1980                                      | 0                                         | 0                                         | 0                                         | 0                                         |                                           |
| 1984                                                                                | 1                                         | 1                                         | 2                                         | 4                                         | 21                                        |      | 1984                                      | 0                                         | 0                                         | 0                                         | 0                                         |                                           |
| 1988                                                                                | 0                                         | 0                                         | 2                                         | 2                                         | 44                                        |      | 1988                                      | 0                                         | 0                                         | 0                                         | 0                                         |                                           |
| 1992                                                                                | 0                                         | 1                                         | 2                                         | 3                                         | 44                                        |      | 1992                                      | 0                                         | 0                                         | 0                                         | 0                                         |                                           |
| 1996                                                                                | 2                                         | 2                                         | 2                                         | 6                                         | 31                                        |      | 1994                                      | 0                                         | 0                                         | 0                                         | 0                                         |                                           |
| 2000                                                                                | 0                                         | 2                                         | 3                                         | 5                                         | 55                                        |      | 1998                                      | 0                                         | 0                                         | 1                                         | 1                                         | 22                                        |
| 2004                                                                                | 1                                         | 0                                         | 2                                         | 3                                         | 51                                        |      | 2002                                      | 0                                         | 0                                         | 0                                         | 0                                         |                                           |
| 2008                                                                                | 2                                         | 0                                         | 0                                         | 2                                         | 46                                        |      | 2006                                      | 0                                         | 0                                         | 0                                         | 0                                         |                                           |
| 2012                                                                                | 0                                         | 1                                         | 2                                         | 3                                         | 60                                        |      | 2010                                      | 0                                         | 0                                         | 0                                         | 0                                         |                                           |
| 2016                                                                                | 2                                         | 2                                         | 2                                         | 6                                         | 35                                        |      | 2014                                      | 0                                         | 0                                         | 0                                         | 0                                         |                                           |
| 2020                                                                                | 3                                         | 1                                         | 3                                         | 7                                         | 29                                        |      | 2018                                      | 0                                         | 1                                         | 0                                         | 1                                         | 25                                        |
| 2024                                                                                | 3                                         | 1                                         | 6                                         | 10                                        | 25                                        |      | 2022                                      | 1                                         | 0                                         | 1                                         | 2                                         | 21                                        |
| Gesamt                                                                              | 46                                        | 56                                        | 64                                        | 166                                       |                                           |      | Gesamt                                    | 2                                         | 2                                         | 4                                         | 8                                         |                                           |
| \| \| Gold \| Silber \| Bronze \| Gesamt \| \| Ges. S+W \| 48 \| 58 \| 68 \| 174 \| |                                           |                                           |                                           |                                           |                                           |      |                                           |                                           |                                           |                                           |                                           |                                           |
|                                                                                     | Gold                                      | Silber                                    | Bronze                                    | Gesamt                                    |                                           |      |                                           |                                           |                                           |                                           |                                           |                                           |
| Ges. S+W                                                                            | 48                                        | 58                                        | 68                                        | 174                                       |                                           |      |                                           |                                           |                                           |                                           |                                           |                                           |

## Medaillengewinner

### A
- Bashir Abdi – Leichtathletik (0-1-1)
Tokio 2020: Bronze, Marathon, Männer
Paris 2024: Silber, Marathon, Männer
- Evi Van Acker – Segeln (0-0-1)
London 2012: Bronze, Laser Radial, Frauen
- Wout van Aert – Radsport (0-1-1)
Tokio 2020: Silber, Straßenrennen, Männer
Paris 2024: Bronze, Straßenrennen, Männer
- Alphonse Allaert – Bogenschießen (2-1-0)
Antwerpen 1920: Gold, Bewegliches Vogelziel, 33 m, Mannschaft
Antwerpen 1920: Gold, Bewegliches Vogelziel, 50 m, Mannschaft
Antwerpen 1920: Silber, Bewegliches Vogelziel, 28 m, Mannschaft
- Henri Anspach – Fechten (1-0-0)
Stockholm 1912: Gold, Degen Mannschaft, Männer
- Paul Anspach – Fechten (2-2-1)
London 1908: Bronze, Degen Mannschaft, Männer
Stockholm 1912: Gold, Degen Einzel, Männer
Stockholm 1912: Gold, Degen Mannschaft, Männer
Antwerpen 1920: Silber, Degen Mannschaft, Männer
Paris 1924: Silber, Degen Mannschaft, Männer
- Georges Anthony – Rudern (0-0-1)
Amsterdam 1928: Bronze, Zweier mit Steuermann, Männer
- Willy de l’Arbre – Segeln (0-0-1)
Antwerpen 1920: Bronze, 8-Meter-Klasse 1919
- Paul Arets – Turnen (0-0-1)
Antwerpen 1920: Bronze, Mannschaft Schwedisches System, Männer
- Paul van Asbroeck – Schießen (1-1-1)
Paris 1900: Bronze, Großkalibergewehr Dreistellungskampf Einzel, Männer
London 1908: Gold, Pistole Einzel, Männer
London 1908: Silber, Pistole Mannschaft, Männer
- Florent Van Aubel – Hockey (1-1-0)
Rio de Janeiro 2016: Silber, Männer
Tokio 2020: Gold, Männer
- Eugène Auwerkeren – Turnen (0-1-0)
Antwerpen 1920: Silber, Mannschaft, Männer

### B
- Jean de Backer – Wasserball (0-1-0)
Paris 1900: Silber, Wasserball, Männer
- Robert Baetens – Rudern (0-1-0)
Helsinki 1952: Silber, Zweier ohne Steuermann, Männer
- Félix Balyu – Fußball (1-0-0)
Antwerpen 1920: Gold, Männer
- Harry Van Barneveld – Judo (0-0-1)
Atlanta 1996: Bronze, Schwergewicht, Männer
- Désiré Bastin – Fußball (1-0-0)
Antwerpen 1920: Gold, Männer
- Théophile Bauer – Turnen (0-1-0)
Antwerpen 1920: Silber, Mannschaft, Männer
- Pierre Baugniet – Eiskunstlauf (1-0-0)
St. Moritz 1948: Gold, Paarlauf
- René Bauwens – Wasserball (0-1-0)
Antwerpen 1920: Silber, Wasserball, Männer
- Désiré Beaurain – Fechten (0-1-1)
London 1908: Bronze, Degen Mannschaft, Männer
Paris 1924: Silber, Florett Mannschaft, Männer
- André Becquet – Feldhockey (0-0-1)
Antwerpen 1920: Bronze, Männer
- Louis van Beeck – Bogenschießen (2-1-0)
Antwerpen 1920: Gold, Bewegliches Vogelziel, 33 m, Mannschaft
Antwerpen 1920: Gold, Bewegliches Vogelziel, 50 m, Mannschaft
Antwerpen 1920: Silber, Bewegliches Vogelziel, 28 m, Mannschaft
- Joseph Beecken – Boxen (0-0-1)
Paris 1924: Bronze, Mittelgewicht (bis 72,57 kg), Männer
- Victor de Behr – Wasserball (0-1-0)
Paris 1900: Silber, Wasserball, Männer
- Maurice van den Bemden – Feldhockey (0-0-1)
Antwerpen 1920: Bronze, Männer
- Willy Vanden Berghen – Radsport (0-0-1)
Rom 1960: Bronze, Straßenfahren, Einzel, Männer
- Marcel Berré – Fechten (0-1-0)
Paris 1924: Silber, Florett Mannschaft, Männer
- Jules de Bisschop – Rudern (0-1-0)
Paris 1900: Silber, Achter, Männer
- Gérard Blitz – Schwimmen und Wasserball (0-2-2)
Antwerpen 1920: Bronze, 100 m Rücken, Männer
Antwerpen 1920: Silber, Wasserball, Männer
Paris 1924: Silber, Wasserball, Männer
Berlin 1936: Bronze, Wasserball, Männer
- Maurice Blitz – Wasserball (0-2-0)
Antwerpen 1920: Silber, Wasserball, Männer
Paris 1924: Silber, Wasserball, Männer
- Emmanuel de Blommaert – Reitsport (0-0-1)
Stockholm 1912: Bronze, Springreiten, Einzel
- Gauthier Boccard – Hockey (1-1-0)
Rio de Janeiro 2016: Silber, Männer
Tokio 2020: Gold, Männer
- Victor Boin – Fechten und Wasserball (0-2-1)
London 1908: Silber, Wasserball, Männer
Stockholm 1912: Bronze, Wasserball, Männer
Antwerpen 1920: Silber, Degen Mannschaft, Männer
- Jules Bonvalet – Reitsport (0-0-1)
Antwerpen 1920: Bronze, Vielseitigkeit Mannschaft
- Tom Boon – Hockey (1-1-0)
Rio de Janeiro 2016: Silber, Männer
Tokio 2020: Gold, Männer
- Olivia Borlée – Leichtathletik (1-0-0)
Peking 2008: Gold, 4 × 100-m-Staffel, Frauen
- Jean Van Den Bosch – Radsport (0-1-1)
Paris 1924: Bronze, 4000 m Mannschaftsverfolgung, Männer
Paris 1924: Silber, Mannschaftsfahren (188 km), Männer
- Fernand Bosmans – Fechten (0-0-1)
London 1908: Bronze, Degen Mannschaft, Männer
- Albert Bosquet – Schießen (0-1-0)
Antwerpen 1920: Silber, Trap Mannschaft, Männer
- Daniël Bouckaert – Reitsport (2-0-0)
Antwerpen 1920: Gold, Kunstreiten, Einzel
Antwerpen 1920: Gold, Kunstreiten, Mannschaft
- Edouard Bourguignon – Tauziehen (0-0-1)
Antwerpen 1920: Bronze, Männer
- Georges de Bourguignon – Fechten (0-0-1)
London 1948: Bronze, Florett Mannschaft, Männer
- Mathieu Bragard – Fußball (1-0-0)
Antwerpen 1920: Gold, Männer
- Annelies Bredael – Rudern (0-1-0)
Barcelona 1992: Silber, Einer, Frauen
- Thomas Briels – Hockey (1-1-0)
Rio de Janeiro 2016: Silber, Männer
Tokio 2020: Gold, Männer
- Charles van den Broeck – Tauziehen (0-0-1)
Antwerpen 1920: Bronze, Männer
- Paul Van den Broeck – Bob (0-0-1)
Chamonix 1924: Bronze, Viererbob, Männer
- Léon Bronckaert – Turnen (0-0-1)
Antwerpen 1920: Bronze, Mannschaft Schwedisches System, Männer
- Raymond Bru – Fechten (0-0-1)
London 1948: Bronze, Florett Mannschaft, Männer
- Prospère Bruggeman – Rudern (0-1-0)
Paris 1900: Silber, Achter, Männer
- Frédéric Bruynseels – Segeln (1-0-0)
Antwerpen 1920: Gold, 6-Meter-Klasse 1907
- Albert De Bunné – Radsport (0-0-1)
Antwerpen 1920: Bronze, Mannschaftsfahren (175 km), Männer
- Charles Van Den Bussche – Segeln (0-1-0)
Antwerpen 1920: Silber, 6-Meter-Klasse 1919

### C
- Els Callens – Tennis (0-0-1)
Sydney 2000: Bronze, Damendoppel
- Matthias Casse – Judo (0-0-1)
Tokio 2020: Bronze, Halbmittelgewicht (bis 81 kg), Männer
- Albertus Casteleyns – Wasserball (0-0-1)
Berlin 1936: Bronze, Wasserball, Männer
- Sarah Chaâri – Taekwondo (0-0-1)
Paris 2024: Bronze, Klasse bis 67 kg, Frauen
- Cédric Charlier – Hockey (1-1-0)
Rio de Janeiro 2016: Silber, Männer
Tokio 2020: Gold, Männer
- Pierre Chibert – Feldhockey (0-0-1)
Antwerpen 1920: Bronze, Männer
- Léopold Clabots – Turnen (0-0-1)
Antwerpen 1920: Bronze, Mannschaft Schwedisches System, Männer
- François Claessens – Turnen (0-1-0)
Antwerpen 1920: Silber, Mannschaft, Männer
- Jean-Baptiste Claessens – Turnen (0-0-1)
Antwerpen 1920: Bronze, Mannschaft Schwedisches System, Männer
- Edmond Cloetens – Bogenschießen (2-0-0)
Antwerpen 1920: Gold, Festes Vogelziel, großer Vogel, Einzel
Antwerpen 1920: Gold, Festes Vogelziel, Mannschaft
- Constant Cloquet – Fechten (0-0-1)
Athen 1906: Bronze, Degen Mannschaft, Männer
- Joseph Cludts – Wasserball (0-1-0)
Paris 1924: Silber, Wasserball, Männer
- Oscar de Cock – Rudern (0-1-0)
Paris 1900: Silber, Achter, Männer
- Joseph Cogels – Schießen (0-1-0)
Antwerpen 1920: Silber, Trap Mannschaft, Männer
- Henri Cohen – Wasserball (0-1-0)
Paris 1900: Silber, Wasserball, Männer
- Joseph de Combe – Schwimmen (0-2-1)
Paris 1924: Silber, 200 m Brust, Männer
Paris 1924: Silber, Wasserball, Männer
Berlin 1936: Bronze, Wasserball, Männer
- François De Coninck – Rudern (0-0-1)
Amsterdam 1928: Bronze, Zweier mit Steuermann, Männer
- Augustus Cootmans – Turnen (0-1-0)
Antwerpen 1920: Silber, Mannschaft, Männer
- Robert Coppée – Fußball (1-0-0)
Antwerpen 1920: Gold, Männer
- Pierre Coppieters – Wasserball (0-0-1)
Berlin 1936: Bronze, Wasserball, Männer
- Émile Cornellie – Segeln (1-0-0)
Antwerpen 1920: Gold, 6-Meter-Klasse 1907
- Florimond Cornellie – Segeln (1-0-0)
Antwerpen 1920: Gold, 6-Meter-Klasse 1907
- Tanguy Cosyns – Hockey (0-1-0)
Rio de Janeiro 2016: Silber, Männer
- André Coumans – Reitsport (0-1-0)
Antwerpen 1920: Silber, Springreiten Mannschaft
- Félicien Courbet – Wasserball (0-0-1)
Stockholm 1912: Bronze, Wasserball, Männer
- Lionel Cox – Schießen (0-1-0)
London 2012: Silber, Kleinkaliber liegend, Männer
- Joseph De Craecker – Fechten (0-2-0)
Antwerpen 1920: Silber, Degen Mannschaft, Männer
Paris 1924: Silber, Degen Mannschaft, Männer
- Charles Crahay – Fechten (0-1-0)
Paris 1924: Silber, Florett Mannschaft, Männer
- Edmond Crahay – Fechten (0-0-1)
Athen 1906: Bronze, Degen Mannschaft, Männer
- Dirk Crois – Rudern (0-1-0)
Los Angeles 1984: Silber, Doppelzweier, Männer
- Marcel van Crombrugge – Rudern (0-1-0)
Paris 1900: Silber, Achter, Männer
- Edgar Cüpper – Reitsport (0-0-1)
Montreal 1976: Bronze, Springreiten, Mannschaft

### D
- Léonard Daghelinckx – Radsport (0-0-1)
Paris 1924: Bronze, 4000 m Mannschaftsverfolgung, Männer
- Ivo Van Damme – Leichtathletik (0-2-0)
Montreal 1976: Silber, 800 m, Männer
Montreal 1976: Silber, 1500 m, Männer
- Maurice Van Damme – Fechten (0-1-1)
Paris 1924: Bronze, Florett Einzel, Männer
Paris 1924: Silber, Florett Mannschaft, Männer
- Léon Darrien – Turnen (0-0-1)
Antwerpen 1920: Bronze, Mannschaft Schwedisches System, Männer
- Raoul Daufresne de la Chevalerie – Feldhockey (0-0-1)
Antwerpen 1920: Bronze, Männer
- Jan De Bie – Fußball (1-0-0)
Antwerpen 1920: Gold, Männer
- Eugène Debongnie – Radsport (0-0-1)
Athen 1906: Bronze, Radsprint, Männer
- Frederik Deburghgraeve – Schwimmen (1-0-0)
Atlanta 1996: Gold, 100 m Brust, Männer
- Lucien Dehoux – Turnen (0-0-1)
Antwerpen 1920: Bronze, Mannschaft Schwedisches System, Männer
- Jean Delarge – Boxen (1-0-0)
Paris 1924: Gold, Weltergewicht (bis 66,68 kg), Männer
- Léon Delathouwer – Radsport (1-0-0)
London 1948: Gold, Mannschaftsfahren (194,6 km), Männer
- Albert Delbecque – Fußball (0-0-1)
Paris 1900: Bronze, Männer
- Louis Delcon – Bogenschießen (2-1-0)
Antwerpen 1920: Gold, Bewegliches Vogelziel, 33 m, Mannschaft
Antwerpen 1920: Gold, Bewegliches Vogelziel, 50 m, Mannschaft
Antwerpen 1920: Silber, Bewegliches Vogelziel, 28 m, Mannschaft
- Charles Delelienne – Feldhockey (0-0-1)
Antwerpen 1920: Bronze, Männer
- Ernest Deleu – Turnen (0-0-1)
Antwerpen 1920: Bronze, Mannschaft Schwedisches System, Männer
- Pierre-Marie Deloof – Rudern (0-1-0)
Los Angeles 1984: Silber, Doppelzweier, Männer
- Charles Delporte – Fechten (1-1-0)
Paris 1924: Silber, Degen Mannschaft, Männer
Paris 1924: Gold, Degen Einzel, Männer
- Félix Denayer – Hockey (1-1-0)
Rio de Janeiro 2016: Silber, Männer
Tokio 2020: Gold, Männer
- Nina Derwael – Turnen (1-0-0)
Tokio 2020: Gold, Stufenbarren, Frauen
- Hanne Desmet – Shorttrack (0-0-1)
Peking 2022: Bronze, 1000 Meter, Frauen
- Pieter Devos – Reiten (0-0-1)
Tokio 2020: Bronze, Springreiten Mannschaft
- Pierre Dewin – Wasserball (0-2-0)
Antwerpen 1920: Silber, Wasserball, Männer
Paris 1924: Silber, Wasserball, Männer
- Jolien D’Hoore – Radsport (0-0-1)
Rio de Janeiro 2016: Bronze, Omnium, Frauen
- Louis Diercxsens – Feldhockey (0-0-1)
Antwerpen 1920: Bronze, Männer
- Henri Disy – Wasserball (0-0-1)
Berlin 1936: Bronze, Wasserball, Männer
- Sébastien Dockier – Hockey (1-1-0)
Rio de Janeiro 2016: Silber, Männer
Tokio 2020: Gold, Männer
- John-John Dohmen – Hockey (1-1-0)
Rio de Janeiro 2016: Silber, Männer
Tokio 2020: Gold, Männer
- Herman Donners – Wasserball (0-1-1)
London 1908: Silber, Wasserball, Männer
Stockholm 1912: Bronze, Wasserball, Männer
- Arthur Van Doren – Hockey (1-1-0)
Rio de Janeiro 2016: Silber, Männer
Tokio 2020: Gold, Männer
- Émile Druart – Bogenschießen (0-1-0)
Paris 1900: Silber, Mastschießen
- Marcel Dubois – Ringen (0-0-1)
Athen 1906: Bronze, Schwergewicht Griechisch-römisch, Männer
- Émile Duboisson – Turnen (0-0-1)
Antwerpen 1920: Bronze, Mannschaft Schwedisches System, Männer
- Alphonse Ducatillon – Tauziehen (0-0-1)
Antwerpen 1920: Bronze, Männer
- Émile Dupont – Schießen (0-1-0)
Antwerpen 1920: Silber, Trap Mannschaft, Männer
- Léon Dupont – Leichtathletik (0-1-0)
Athen 1906: Silber, Standhochsprung, Männer
- Albert Durant – Wasserball (0-2-0)
Antwerpen 1920: Silber, Wasserball, Männer
Paris 1924: Silber, Wasserball, Männer
- Ernest Dureuil – Turnen (0-0-1)
Antwerpen 1920: Bronze, Mannschaft Schwedisches System, Männer

### E
- René Englebert – Schießen (0-1-0)
London 1908: Silber, Pistole Mannschaft, Männer
- Remco Evenepoel – Radsport (2-0-0)
Paris 2024: Gold, Einzelzeitfahren, Männer
Paris 2024: Gold, Straßenrennen, Männer

### F
- Edouard Fesinger – Schießen (0-1-0)
Antwerpen 1920: Silber, Trap Mannschaft, Männer
- Fernand Feyaerts – Wasserball (0-2-0)
Paris 1900: Silber, Wasserball, Männer
London 1908: Silber, Wasserball, Männer
- Ferdinand Feyerick – Fechten (0-0-1)
London 1908: Bronze, Degen Mannschaft, Männer
- Joseph Fiems – Turnen (0-0-1)
Antwerpen 1920: Bronze, Mannschaft Schwedisches System, Männer
- André Fierens – Fußball (1-0-0)
Antwerpen 1920: Gold, Männer
- Louis Fierens – Bogenschießen (2-1-0)
Antwerpen 1920: Gold, Bewegliches Vogelziel, 33 m, Mannschaft
Antwerpen 1920: Gold, Bewegliches Vogelziel, 50 m, Mannschaft
Antwerpen 1920: Silber, Bewegliches Vogelziel, 28 m, Mannschaft
- Louis Finet – Reitsport (1-0-1)
Antwerpen 1920: Bronze, Kunstreiten, Einzel
Antwerpen 1920: Gold, Kunstreiten, Mannschaft
- Firmin Flamand – Bogenschießen (1-0-1)
Antwerpen 1920: Gold, Festes Vogelziel, Mannschaft
Antwerpen 1920: Bronze, Festes Vogelziel, großer Vogel, Einzel
- Léon Flament – Rudern (0-0-1)
Amsterdam 1928: Bronze, Zweier mit Steuermann, Männer
- Georges Fleurix – Wasserball (0-1-0)
Paris 1924: Silber, Wasserball, Männer
- Emmanuel Foulon – Bogenschießen (1-0-0)
Paris 1900: Gold, Mastschießen

### G
- Herman de Gaiffier d’Hestroy – Reitsport (0-1-0)
Antwerpen 1920: Silber, Springreiten Mannschaft
- Étienne Gailly – Leichtathletik (0-0-1)
London 1948: Bronze, Marathonlauf, Männer
- Paul Gailly – Wasserball (0-21-0)
Antwerpen 1920: Silber, Wasserball, Männer
Paris 1924: Silber, Wasserball, Männer
- Auguste Garrebeek – Radsport (0-0-1)
Berlin 1936: Bronze, Mannschaftsfahren (100 km), Männer
- Henry George – Radsport (1-0-0)
Antwerpen 1920: Gold, 50 km, Männer
- Kim Gevaert – Leichtathletik (1-0-0)
Peking 2008: Gold, 4 × 100-m-Staffel, Frauen
- Ernest Gevers – Fechten (0-2-0)
Antwerpen 1920: Silber, Degen Mannschaft, Männer
Paris 1924: Silber, Degen Mannschaft, Männer
- Robert Gevers – Feldhockey (0-0-1)
Antwerpen 1920: Bronze, Männer
- François Gibens – Turnen (0-1-0)
Antwerpen 1920: Silber, Mannschaft, Männer
- Matthew Gilmore – Radsport (0-1-0)
Sydney 2000: Silber, Madison, Männer
- Louis Glineux – Bogenschießen (0-0-1)
Paris 1900: Bronze, Mastschießen
- Charles Gniette – Feldhockey (0-0-1)
Antwerpen 1920: Bronze, Männer
- Félix Goblet d’Alviella – Fechten (0-1-0)
Antwerpen 1920: Silber, Degen Mannschaft, Männer
- Sébastien Godefroid – Segeln (0-1-0)
Atlanta 1996: Silber, Finn, Männer
- Walter Godefroot – Radsport (0-0-1)
Berlin 1964: Bronze, Straßenrennen, Einzel, Männer
- Adolphe Goemaere – Feldhockey (0-0-1)
Antwerpen 1920: Bronze, Männer
- Daniel Goens – Radsport (0-0-1)
Mexiko-Stadt 1968: Bronze, Tandem, Männer
- Simon Gougnard – Hockey (1-1-0)
Rio de Janeiro 2016: Silber, Männer
Tokio 2020: Gold, Männer
- Oscar Grégoire – Wasserball (0-2-1)
Paris 1900: Silber, Wasserball, Männer
London 1908: Silber, Wasserball, Männer
Stockholm 1912: Bronze, Wasserball, Männer
- Albert Grisar – Segeln (0-0-1)
Antwerpen 1920: Bronze, 8-Meter-Klasse 1919
- Robert Grondelaers – Radsport (1-1-0)
Helsinki 1952: Gold, Mannschaftsfahren (190,4 km), Männer
Helsinki 1952: Silber, Einzelfahren (190,4 km), Männer
- Jérôme Guery – Reiten (0-0-1)
Tokio 2020: Bronze, Springreiten Mannschaft
- René Guyot, Schießen (0-1-0)
Paris 1900: Silber, Wurfscheibenschießen
- Jean Van Guysse – Turnen (0-1-0)
Antwerpen 1920: Silber, Mannschaft, Männer

### H
- Aimé Haegeman – Reitsport (1-0-0)
Paris 1900: Gold, Springreiten, Einzel
- Albert Haepers – Turnen (0-1-0)
Antwerpen 1920: Silber, Mannschaft, Männer
- Frans De Haes – Gewichtheben (1-0-0)
Antwerpen 1920: Gold, Federgewicht, Männer
- Ann Haesebrouck – Rudern (0-0-1)
Los Angeles 1984: Bronze, Einer, Frauen
- Émile Hanse – Fußball (1-0-0)
Antwerpen 1920: Gold, Männer
- Marcel Hansen – Turnen (0-0-1)
Antwerpen 1920: Bronze, Mannschaft Schwedisches System, Männer
- Georges Hebdin – Fußball (1-0-0)
Antwerpen 1920: Gold, Männer
- Louis Van Hege – Fußball (1-0-0)
Antwerpen 1920: Gold, Männer
- Tia Hellebaut – Leichtathletik (1-0-0)
Peking 2008: Gold, Hochsprung, Frauen
- Georges Hellebuyck – Segeln (0-0-1)
Antwerpen 1920: Bronze, 8-Meter-Klasse 1919
- Maurice Hemelsoet – Rudern (0-1-0)
Paris 1900: Silber, Achter, Männer
- Alexander Hendrickx – Hockey (1-1-0)
Rio de Janeiro 2016: Silber, Männer
Tokio 2020: Gold, Männer
- Justine Henin – Tennis (1-0-0)
Athen 2004: Gold, Dameneinzel
- Louis Henin – Turnen (0-0-1)
Antwerpen 1920: Bronze, Mannschaft Schwedisches System, Männer
- Robert Hennet – Fechten (1-0-0)
Stockholm 1912: Gold, Degen Mannschaft, Männer
- Joseph Hermans – Bogenschießen (1-0-1)
Antwerpen 1920: Gold, Festes Vogelziel, Mannschaft
Antwerpen 1920: Bronze, Festes Vogelziel, kleiner Vogel, Einzel
- Hendrik van Heuckelum – Fußball (0-0-1)
Paris 1900: Bronze, Männer[2]
- Ilse Heylen – Judo (0-0-1)
Athen 2004: Bronze, Halbleichtgewicht, Frauen
- Rik Hoevenaers – Radsport (0-2-1)
Paris 1924: Bronze, 4000 m Mannschaftsverfolgung, Männer
Paris 1924: Silber, Einzelzeitfahren (188 km), Männer
Paris 1924: Silber, Mannschaftsfahren (188 km), Männer
- Jean Hoffman – Wasserball (0-0-1)
Stockholm 1912: Bronze, Wasserball, Männer
- Omer Hoffman – Turnen (0-0-1)
Antwerpen 1920: Bronze, Mannschaft Schwedisches System, Männer
- François Van Hoorenbeek – Tauziehen (0-0-1)
Antwerpen 1920: Bronze, Männer
- Max Houben – Bob (0-1-0)
St. Moritz 1948: Silber, Viererbob, Männer
- Léon Huybrechts – Segeln (1-2-0)
London 1908: Silber, 6-Meter-Klasse
Antwerpen 1920: Silber, 6-Meter-Klasse 1919
Paris 1924: Gold, Finn
- Louis Huybrechts – Segeln (0-1-0)
London 1908: Silber, 6-Meter-Klasse

### I
- Roger Ilegems – Radsport (1-0-0)
Los Angeles 1984: Gold, Punktefahren, Männer
- Hubert Van Innis – Bogenschießen (6-4-0)
Paris 1900: Gold, Scheibenschießen Au cordon doré 33 m
Paris 1900: Gold, Scheibenschießen Au chapelet 33 m
Paris 1900: Silber, Scheibenschießen Au cordon doré 50 m
Paris 1900: Silber, Scheibenschießen Au cordon Chapelet 50 m
Antwerpen 1920: Gold, Bewegliches Vogelziel, 28 m, Einzel
Antwerpen 1920: Gold, Bewegliches Vogelziel, 33 m, Einzel
Antwerpen 1920: Silber, Bewegliches Vogelziel, 50 m, Einzel
Antwerpen 1920: Gold, Bewegliches Vogelziel, 33 m, Mannschaft
Antwerpen 1920: Gold, Bewegliches Vogelziel, 50 m, Mannschaft
Antwerpen 1920: Silber, Bewegliches Vogelziel, 28 m, Mannschaft
- Fernand Isselé – Wasserball (0-0-1)
Berlin 1936: Bronze, Wasserball, Männer

### J
- Domien Jacob – Turnen (0-1-0)
Antwerpen 1920: Silber, Mannschaft, Männer
- Jean Janssens – Radsport (0-0-1)
Antwerpen 1920: Bronze, Mannschaftsfahren (175 km), Männer

### K
- Raul Kelecom – Fußball (0-0-1)
Paris 1900: Bronze, Männer
- Félicien Kempeneers – Turnen (0-1-0)
Antwerpen 1920: Silber, Mannschaft, Männer
- Raymond Keppens – Feldhockey (0-0-1)
Antwerpen 1920: Bronze, Männer
- Nicolas De Kerpel – Hockey (1-0-0)
Tokio 2020: Gold, Männer
- Antoine Kina – Hockey (1-0-0)
Tokio 2020: Gold, Männer
- John Klotz – Segeln (0-1-0)
Antwerpen 1920: Silber, 6-Meter-Klasse 1919
- Edmond de Knibber – Bogenschießen (2-1-0)
Antwerpen 1920: Gold, Bewegliches Vogelziel, 33 m, Mannschaft
Antwerpen 1920: Gold, Bewegliches Vogelziel, 50 m, Mannschaft
Antwerpen 1920: Silber, Bewegliches Vogelziel, 28 m, Mannschaft
- Michel Knuysen – Rudern (0-1-0)
Helsinki 1952: Silber, Zweier ohne Steuermann, Männer
- Lotte Kopecky – Radsport (0-0-1)
Paris 2024: Bronze, Straßenrennen, Frauen

### L
- Henri Laame – Reitsport (0-1-0)
Antwerpen 1920: Silber, Springreiten Mannschaft
- Jules Labéeu – Turnen (0-1-0)
Antwerpen 1920: Silber, Mannschaft, Männer
- Hubert Lafortune – Turnen (0-1-0)
Antwerpen 1920: Silber, Mannschaft, Männer
- Robert Van Lancker – Radsport (0-0-1)
Mexiko-Stadt 1968: Bronze, Tandem, Männer
- Auguste Landrieu – Turnen (0-1-0)
Antwerpen 1920: Silber, Mannschaft, Männer
- Constant van Langhendonck – Reitsport (1-0-0)
Paris 1900: Gold, Weitspringen, Einzel
- Charles Lannie – Turnen (0-1-0)
Antwerpen 1920: Silber, Mannschaft, Männer
- Micheline Lannoy – Eiskunstlauf (1-0-0)
St. Moritz 1948: Gold, Paarlauf
- Henri Larnoe – Fußball (1-0-0)
Antwerpen 1920: Gold, Männer
- Philippe Le Hardy de Beaulieu – Fechten (0-1-2)
Athen 1906: Bronze, Degen Mannschaft, Männer
Stockholm 1912: Bronze, Degen Einzel, Männer
Antwerpen 1920: Silber, Degen Mannschaft, Männer
- Marcel Leboutte – Fußball (0-0-1)
Paris 1900: Bronze, Männer
- Ingrid Lempereur – Schwimmen (0-0-1)
Los Angeles 1984: Bronze, 200 m Brust, Frauen
- Oswald Lints – Reitsport (0-0-1)
Antwerpen 1920: Bronze, Vielseitigkeit Mannschaft
- Karel Lismont – Leichtathletik (0-1-1)
München 1972: Silber, Marathonlauf, Männer
Montreal 1976: Bronze, Marathonlauf, Männer
- Félix Logiest – Turnen (0-0-1)
Antwerpen 1920: Bronze, Mannschaft Schwedisches System, Männer
- Marisabel Lomba – Judo (0-0-1)
Atlanta 1996: Bronze, Leichtgewicht, Frauen
- Lucien Londot – Fußball (0-0-1)
Paris 1900: Bronze, Männer
- Constant Loriot – Turnen (0-1-0)
Antwerpen 1920: Silber, Mannschaft, Männer
- Léon de Lunden – Schießen (1-0-0)
Paris 1900: Gold, Taubenschießen Einzel, Männer
- Loïck Luypaert – Hockey (1-1-0)
Rio de Janeiro 2016: Silber, Männer
Tokio 2020: Gold, Männer

### M
- Rémy Maertens – Tauziehen (0-0-1)
Antwerpen 1920: Bronze, Männer
- Alfred Mansveld – Bob (0-1-0)
St. Moritz 1948: Silber, Viererbob, Männer
- Hanna Mariën – Leichtathletik (1-0-0)
Peking 2008: Gold, 4 × 100-m-Staffel, Frauen
- Charles Maerschalck – Turnen (0-0-1)
Antwerpen 1920: Bronze, Mannschaft Schwedisches System, Männer
- Cédric Mathy – Radsport (0-0-1)
Barcelona 1992: Bronze, Punktefahren, Männer
- François Mathy – Reitsport (0-0-2)
Montreal 1976: Bronze, Springreiten, Einzel
Montreal 1976: Bronze, Springreiten, Mannschaft
- Jérôme De Mayer – Bogenschießen (2-1-0)
Antwerpen 1920: Gold, Bewegliches Vogelziel, 33 m, Mannschaft
Antwerpen 1920: Gold, Bewegliches Vogelziel, 50 m, Mannschaft
Antwerpen 1920: Silber, Bewegliches Vogelziel, 28 m, Mannschaft
- Filip Meirhaeghe – Radsport (0-1-0)
Sydney 2000: Silber, Mountain Bike, Männer
- Alphonse Van Mele – Turnen (0-1-0)
Antwerpen 1920: Silber, Mannschaft, Männer
- Axel Merckx – Radsport (0-0-1)
Athen 2004: Bronze, Straßenrennen, Einzel, Männer
- Augustin Meurmans – Hockey (1-0-0)
Tokio 2020: Gold, Männer
- Joseph Mewis – Ringen (0-1-0)
Melbourne 1956: Silber, Federgewicht Freistil, Männer
- Herman Meyboom – Wasserball (0-1-1)
London 1908: Silber, Wasserball, Männer
Stockholm 1912: Bronze, Wasserball, Männer
- Albert Michant – Wasserball (0-2-0)
Paris 1900: Silber, Wasserball, Männer
London 1908: Silber, Wasserball, Männer
- Edmond Michiels – Wasserball (0-0-1)
Berlin 1936: Bronze, Wasserball, Männer
- Ferdinand Minnaert – Turnen (0-1-0)
Antwerpen 1920: Silber, Mannschaft, Männer
- Jacques Misonne – Reitsport (0-0-1)
Antwerpen 1920: Bronze, Vielseitigkeit Mannschaft
- Roger Moens – Leichtathletik (0-1-0)
Rom 1960: Silber, 800 m, Männer
- Edmond van Moer – Bogenschießen (2-0-0)
Antwerpen 1920: Gold, Festes Vogelziel, kleiner Vogel, Einzel
Antwerpen 1920: Gold, Festes Vogelziel, Mannschaft
- Nicolaas Moerloos – Turnen (0-1-0)
Antwerpen 1920: Silber, Mannschaft, Männer
- Roger Moeremans d’Emaüs – Reitsport (0-0-1)
Antwerpen 1920: Bronze, Vielseitigkeit Mannschaft
- Fernand de Montigny – Fechten und Feldhockey (1-3-3)
Athen 1906: Bronze, Degen Mannschaft, Männer
London 1908: Bronze, Degen Mannschaft, Männer
Stockholm 1912: Gold, Degen Mannschaft, Männer
Antwerpen 1920: Silber, Degen Mannschaft, Männer
Antwerpen 1920: Bronze, Feldhockey Männer
Paris 1924: Silber, Degen Mannschaft, Männer
Paris 1924: Silber, Florett Mannschaft, Männer
- Ernest Moreau de Melen – Fußball (0-0-1)
Paris 1900: Bronze, Männer
- Marcel Morimont – Rudern (0-1-0)
London 1908: Silber, Achter, Männer
- René Mortiaux – Bob (0-0-1)
Chamonix 1924: Bronze, Viererbob, Männer
- Jacques Mouvet – Bob (0-1-0)
St. Moritz 1948: Silber, Viererbob, Männer
- Charles Mulder – Bob (0-0-1)
Chamonix 1924: Bronze, Viererbob, Männer
- Joseph Musch – Fußball (1-0-0)
Antwerpen 1920: Gold, Männer
- Georges Mys – Rudern (0-1-0)
London 1908: Silber, Achter, Männer

### N
- Eugène Neefs – Fußball (0-0-1)
Paris 1900: Bronze, Männer
- André Nelis – Segeln (0-1-1)
Melbourne 1956: Silber, Finn
Rom 1960: Bronze, Finn
- Jean Van Nérom – Feldhockey (0-0-1)
Antwerpen 1920: Bronze, Männer
- Louis-Georges Niels – Bob (0-1-0)
St. Moritz 1948: Silber, Viererbob, Männer
- Pierre Nihant – Radsport (0-1-0)
London 1948: Silber, 1000 m Zeitfahren, Männer
- Pierre Nijs – Wasserball (0-1-1)
Stockholm 1912: Bronze, Wasserball, Männer
Antwerpen 1920: Silber, Wasserball, Männer
- Fernand Nizot – Fußball (1-0-0)
Antwerpen 1920: Gold, Männer
- André Noyelle – Radsport (2-0-0)
Helsinki 1952: Gold, Einzelfahren (190,4 km), Männer
Helsinki 1952: Gold, Mannschaftsfahren (190,4 km), Männer

### O
- Jacques Ochs – Fechten (1-0-0)
Stockholm 1912: Gold, Degen Mannschaft, Männer
- Frank Odberg – Rudern (0-1-0)
Paris 1900: Silber, Achter, Männer
- Pierre Ollivier – Ringen (0-1-0)
Paris 1924: Silber, Mittelgewicht Freistil, Männer
- Élodie Ouédraogo – Leichtathletik (1-0-0)
Peking 2008: Gold, 4 × 100-m-Staffel, Frauen
- Herman d’Oultremont – Reitsport (0-1-0)
Antwerpen 1920: Silber, Springreiten Mannschaft
- Max Orban – Rudern (0-1-0)
Athen 1906: Silber, Zweier mit Steuermann Meile, Männer[3]
- Rémy Orban – Rudern (0-2-0)
Athen 1906: Silber, Zweier mit Steuermann Meile, Männer[4]
London 1908: Silber, Achter, Männer

### P
- René Paenhuijsen – Turnen (0-0-1)
Antwerpen 1920: Bronze, Mannschaft Schwedisches System, Männer
- Stanny Van Paesschen – Reitsport (0-0-1)
Montreal 1976: Bronze, Springreiten, Mannschaft
- Alexandre de Paeuw – Hockey (0-1-0)
Rio de Janeiro 2016: Silber, Männer
- Alphonse Parfondry – Radsport (0-1-0)
Paris 1924: Silber, Mannschaftsfahren (188 km), Männer
- Henri Paternóster – Fechten (0-0-1)
London 1948: Bronze, Florett Mannschaft, Männer
- Charles Paumier du Verger – Schießen (0-1-1)
Paris 1900: Bronze, Armeegewehr stehend Mannschaft, Männer
London 1908: Silber, Pistole Mannschaft, Männer
- Henri De Pauw – Wasserball (0-0-1)
Berlin 1936: Bronze, Wasserball, Männer
- Frans Peeters – Schießen (0-0-1)
Seoul 1988: Bronze, Trap, Männer
- Georges Pelgrims – Fußball (0-0-1)
Paris 1900: Bronze, Männer
- Louis Van De Perck – Bogenschießen (1-2-0)
Antwerpen 1920: Gold, Festes Vogelziel, Mannschaft
Antwerpen 1920: Silber, Festes Vogelziel, kleiner Vogel, Einzel
Antwerpen 1920: Silber, Festes Vogelziel, großer Vogel, Einzel
- Christian Piek – Tauziehen (0-0-1)
Antwerpen 1920: Bronze, Männer
- Arnold Pierret – Turnen (0-0-1)
Antwerpen 1920: Bronze, Mannschaft Schwedisches System, Männer
- René Pinchart – Turnen (0-0-1)
Antwerpen 1920: Bronze, Mannschaft Schwedisches System, Männer
- Henri Pintens – Tauziehen (0-0-1)
Antwerpen 1920: Bronze, Männer
- Gaspar Pirotte – Turnen (0-0-1)
Antwerpen 1920: Bronze, Mannschaft Schwedisches System, Männer
- Joseph Pletinckx – Wasserball (0-3-1)
London 1908: Silber, Wasserball, Männer
Stockholm 1912: Bronze, Wasserball, Männer
Antwerpen 1920: Silber, Wasserball, Männer
Paris 1924: Silber, Wasserball, Männer
- Augustien Pluys – Turnen (0-0-1)
Antwerpen 1920: Bronze, Mannschaft Schwedisches System, Männer
- Georges van der Poele – Reitsport (0-1-1)
Paris 1900: Silber, Springreiten, Einzel
Paris 1900: Bronze, Hochspringen, Einzel
- Rodolphe Poma – Rudern (0-1-0)
London 1908: Silber, Achter, Männer
- Emiel Puttemans – Leichtathletik (0-1-0)
München 1972: Silber, 10.000 m, Männer
- Armand Putzeys – Radsport (0-0-1)
Berlin 1936: Bronze, Mannschaftsfahren (100 km), Männer

### Q
- Henri Quersin – Schießen (0-1-0)
Antwerpen 1920: Silber, Trap Mannschaft, Männer

### R
- Heidi Rakels – Judo (0-0-1)
Barcelona 1992: Bronze, Halbschwergewicht, Frauen
- Maurice Van Ranst – Reitsport (0-0-1)
Antwerpen 1920: Gold, Kunstreiten, Mannschaft
- Serge Reding – Gewichtheben (0-1-0)
Mexiko-Stadt 1968: Silber, Superschwergewicht, Männer
- Gaston Reiff – Leichtathletik (1-0-0)
London 1948: Gold, 5000 m, Männer
- Alphonse Renier – Fußball (0-0-1)
Paris 1900: Bronze, Männer
- Gaston Roelants – Leichtathletik (1-0-0)
Tokio 1964: Gold, 3000 m Hindernis, Männer
- François Rom – Fechten (1-0-1)
London 1908: Bronze, Degen Mannschaft, Männer
Stockholm 1912: Gold, Degen Mannschaft, Männer
- Georges Romas – Wasserball (0-1-0)
Paris 1900: Silber, Wasserball, Männer
- Albert De Roocker – Fechten (0-1-0)
Paris 1924: Silber, Florett Mannschaft, Männer
- Georges Rooms – Gewichtheben (0-0-1)
Antwerpen 1920: Bronze, Leichtgewicht, Männer
- Eugène van Roosbroeck – Radsport (1-0-0)
London 1948: Gold, Mannschaftsfahren (194,6 km), Männer
- Dominique Van Roost – Tennis (0-0-1)
Sydney 2000: Bronze, Damendoppel

### S
- Fernand Saivé – Radsport (0-0-1)
Paris 1924: Bronze, 4000 m Mannschaftsverfolgung, Männer
- Gaston Salmon – Fechten (1-0-0)
Stockholm 1912: Gold, Degen Mannschaft, Männer
- Patrick Sercu – Radsport (1-0-0)
Tokio 1964: Gold, 1000 m Zeitfahren, Männer* Guillaume Séron – Wasserball (0-1-0)
Paris 1900: Silber, Wasserball, Männer
- Ann Simons – Judo (0-0-1)
Sydney 2000: Bronze, Superleichtgewicht, Frauen
- Arthur De Sloover – Hockey (1-0-0)
Tokio 2020: Gold, Männer
- Charline Van Snick – Judo (0-0-1)
London 2012: Bronze, Superleichtgewicht, Frauen
- Oscar de Somville – Rudern (0-2-0)
Paris 1900: Silber, Achter, Männer
London 1908: Silber, Achter, Männer
- Léopold Son – Turnen (0-0-1)
Antwerpen 1920: Bronze, Mannschaft Schwedisches System, Männer
- Victor Sonnemans – Wasserball (0-1-0)
Paris 1900: Silber, Wasserball, Männer
- Edmond Spapen – Ringen (0-1-0)
Amsterdam 1928: Silber, Bantamgewicht Freistil, Männer
- Hilaire Spannoghe – Fußball (0-0-1)
Paris 1900: Bronze, Männer
- Léopold Standaert – Segeln (0-0-1)
Antwerpen 1920: Bronze, 8-Meter-Klasse 1919
- Leo Sterckx – Radsport (0-1-0)
Rom 1960: Silber, Sprint, Männer
- Léonard Steyaert – Boxen (0-0-1)
Amsterdam 1928: Bronze, Mittelgewicht (bis 72,57 kg), Männer
- Emmanuel Stockbroekx – Hockey (0-1-0)
Rio de Janeiro 2016: Silber, Männer
- Henri Stoelen – Wasserball (0-0-1)
Berlin 1936: Bronze, Wasserball, Männer
- Louis Stoop – Turnen (0-1-0)
Antwerpen 1920: Silber, Mannschaft, Männer
- Réginald Storms – Schießen (0-2-0)
London 1908: Silber, Pistole Einzel, Männer
London 1908: Silber, Pistole Mannschaft, Männer
- René Strauwen – Feldhockey (0-0-1)
Antwerpen 1920: Bronze, Männer
- Elliot Van Strydonck – Hockey (0-1-0)
Rio de Janeiro 2016: Silber, Männer
- Armand Swartenbroeks – Fußball (1-0-0)
Antwerpen 1920: Gold, Männer
- Bart Swings – Eisschnelllauf (1-1-0)
Pyeongchang 2018: Silber, Massenstart, Männer
Peking 2022: Gold, Massenstart, Männer

### T
- Oscar Taelman – Rudern (0-1-0)
London 1908: Silber, Achter, Männer
- Édouard Taeymans – Turnen (0-0-1)
Antwerpen 1920: Bronze, Mannschaft Schwedisches System, Männer
- Nafissatou Thiam – Leichtathletik (3-0-0)
Rio de Janeiro 2016: Gold, Siebenkampf, Frauen
Tokio 2020: Gold, Siebenkampf, Frauen
Paris 2024: Gold, Siebenkampf, Frauen
- Pierre Thiriar – Turnen (0-0-1)
Antwerpen 1920: Bronze, Mannschaft Schwedisches System, Männer
- Jules Thiry – Wasserball (0-1-0)
Paris 1924: Silber, Wasserball, Männer
- Eric Thornton – Fußball (0-0-1)
Paris 1900: Bronze, Männer[5]
- Louis Van Tilt – Schießen (0-1-0)
Antwerpen 1920: Silber, Trap Mannschaft, Männer
- Pieter Timmers – Schwimmen (0-1-0)
Rio de Janeiro 2016: Silber, 100 m Freistil, Männer
- Léon Tom – Fechten (0-2-0)
Antwerpen 1920: Silber, Degen Mannschaft, Männer
Paris 1924: Silber, Degen Mannschaft, Männer
- Jerome Truyens – Hockey (0-1-0)
Rio de Janeiro 2016: Silber, Männer

### U
- Arthur Upton – Wasserball (0-1-0)
Paris 1900: Silber, Wasserball, Männer

### V
- Michel Vaarten – Radsport (0-1-0)
Montreal 1976: Silber, 1000 m Zeitfahren, Männer
- Paul Valcke – Fechten (0-0-1)
London 1948: Bronze, Florett Mannschaft, Männer
- Pierre Valcke – Feldhockey (0-0-1)
Antwerpen 1920: Bronze, Männer
- Greg Van Avermaet – Radsport (1-0-0)
Rio de Janeiro 2016: Gold, Straße, Männer
- Vincent Vanasch – Hockey (1-1-0)
Rio de Janeiro 2016: Silber, Männer
Tokio 2020: Gold, Männer
- Gella Vandecaveye – Judo (0-1-1)
Atlanta 1996: Silber, Halbmittelgewicht, Frauen
Sydney 2000: Bronze, Halbmittelgewicht, Frauen
- Fabio Van den Bossche – Radsport (0-0-1)
Paris 2024: Bronze, Omnium, Männer
- François Vandermotte – Radsport (0-0-1)
Berlin 1936: Bronze, Mannschaftsfahren (100 km), Männer
- Alfred van Landeghem – Rudern (0-2-0)
Paris 1900: Silber, Achter, Männer
London 1908: Silber, Achter, Männer
- Pierre van Thielt – Bogenschießen (2-1-0)
Antwerpen 1920: Gold, Bewegliches Vogelziel, 33 m, Mannschaft
Antwerpen 1920: Gold, Bewegliches Vogelziel, 50 m, Mannschaft
Antwerpen 1920: Silber, Bewegliches Vogelziel, 28 m, Mannschaft
- Dirk Van Tichelt – Judo (0-0-1)
Rio de Janeiro 2016: Bronze, Leichtgewicht – 73 kg, Männer
- Polydore Veirman – Rudern (0-2-0)
London 1908: Silber, Achter, Männer
Stockholm 1912: Silber, Einer, Männer
- Bart Veldkamp – Eisschnelllauf (0-0-1)
Nagano 1998: Bronze, 5000 m, Männer
- Oscar Verbeeck – Fußball (1-0-0)
Antwerpen 1920: Gold, Männer
- François Verboven – Turnen (0-1-0)
Antwerpen 1920: Silber, Mannschaft, Männer
- Jean Verboven – Turnen (0-1-0)
Antwerpen 1920: Silber, Mannschaft, Männer
- Cyrille Verbrugge – Fechten (2-0-0)
Athen 1906: Gold, Degen für Fechtmeister, Männer
Athen 1906: Gold, Säbel für Fechtmeister, Männer
- André Vercruysse – Radsport (0-0-1)
Antwerpen 1920: Bronze, Mannschaftsfahren (175 km), Männer
- Julien Verdonck – Turnen (0-1-0)
Antwerpen 1920: Silber, Mannschaft, Männer
- Maurice Verdonck – Rudern (0-1-0)
Paris 1900: Silber, Achter, Männer
- François Vergucht – Rudern (0-1-0)
London 1908: Silber, Achter, Männer
- Henri Verhavert – Turnen (0-0-1)
Antwerpen 1920: Bronze, Mannschaft Schwedisches System, Männer
- Jean-Pierre Vermetten – Wasserball (0-1-0)
Paris 1924: Silber, Wasserball, Männer
- Auguste van de Verre – Bogenschießen (1-0-0)
Antwerpen 1920: Gold, Festes Vogelziel, Mannschaft
- Victor Verschueren – Bob (0-0-1)
Chamonix 1924: Bronze, Viererbob, Männer
- Joseph Verstraeten – Turnen (0-1-0)
Antwerpen 1920: Silber, Mannschaft, Männer
- Lucien Victor – Radsport (1-0-0)
Helsinki 1952: Gold, Mannschaftsfahren (190,4 km), Männer
- Noor Vidts – Leichtathletik (0-0-1)
Paris 2024: Bronze, Siebenkampf, Frauen
- Joseph Vissers – Boxen (0-1-0)
London 1948: Silber, Leichtgewicht (bis 62 kg), Männer
- Georges Vivex – Turnen (0-1-0)
Antwerpen 1920: Silber, Mannschaft, Männer

### W
- Julianus Wagemans – Turnen (0-1-0)
Antwerpen 1920: Silber, Mannschaft, Männer
- Robert Van de Walle – Judo (1-0-1)
Moskau 1980: Gold, Halbschwergewicht, Männer
Seoul 1988: Bronze, Halbschwergewicht, Männer
- Grégory Wathelet – Reiten (0-0-1)
Tokio 2020: Bronze, Springreiten Mannschaft
- Eric Wauters – Reitsport (0-0-1)
Montreal 1976: Bronze, Springreiten, Mannschaft
- Maurice de Wée – Fechten (0-1-0)
Antwerpen 1920: Silber, Degen Mannschaft, Männer
- Victor Wegnez – Hockey (1-0-0)
Tokio 2020: Gold, Männer
- Joseph Werbrouck – Radsport (0-0-1)
London 1908: Bronze, 20 km, Männer
- Henri Weewauters – Segeln (0-1-1)
London 1908: Silber, 6-Meter-Klasse
Antwerpen 1920: Bronze, 8-Meter-Klasse 1919
- Ulla Werbrouck – Judo (1-0-0)
Atlanta 1996: Gold, Halbschwergewicht, Frauen
- André van de Werve de Vorsselaer – Fechten (0-0-1)
London 1948: Bronze, Florett Mannschaft, Männer
- Etienne De Wilde – Radsport (0-1-0)
Sydney 2000: Silber, Madison, Männer
- Gabriella Williams – Judo (0-0-1)
Paris 2024: Bronze, Mittelgewicht, Frauen
- Henri Willems – Bob (0-0-1)
Chamonix 1924: Bronze, Viererbob, Männer
- Victor Willems – Fechten (1-0-1)
London 1908: Bronze, Degen Mannschaft, Männer
Stockholm 1912: Gold, Degen Mannschaft, Männer
- Louis Williquet – Gewichtheben (0-1-0)
Antwerpen 1920: Silber, Leichtgewicht, Männer
- Lode Wouters – Radsport (1-0-1)
London 1948: Gold, Mannschaftsfahren (194,6 km), Männer
London 1948: Bronze, Einzelfahren (194,6 km), Männer
- Gustave Wuyts – Tauziehen (0-0-1)
Antwerpen 1920: Bronze, Männer
- Albert Wyckmans – Radsport (0-0-1)
Antwerpen 1920: Bronze, Mannschaftsfahren (175 km), Männer

### Y
- Édouard Yves – Fechten (0-0-1)
London 1948: Bronze, Florett Mannschaft, Männer

### Z
- Robert Van Zeebroeck – Eiskunstlauf (0-0-1)
St. Moritz 1928: Bronze, Männer